# TAI T129
Der TAI T129 Atak (Advanced Attack and Tactical Reconnaissance Helicopter) ist ein allwettertauglicher Kampfhubschrauber, basierend auf der Agusta A129, weiterentwickelt von den türkischen Firmen TAI (Turkish Aerospace Industries) und Aselsan mit Unterstützung der italienischen Firma AgustaWestland. Im Juni 2014 wurden die ersten drei Serienmaschinen den türkischen Streitkräften übergeben.

## Geschichte
Das Entwicklungsprogramm für einen türkischen Kampfhubschrauber wurde im Jahr 1995 begonnen. Primärziel war, einen Kampfhubschrauber der neuesten Generation mit nationalen Ressourcen zu bauen. Ende März 2007 gewann Agusta Westland mit dem A129 die ATAK-Ausschreibung des türkischen Heeres. Er konnte sich dabei in der Endausscheidung gegen den südafrikanischen Denel CSH-2 Rooivalk durchsetzen. 59 Kampfhubschrauber sollen von TAI in der Türkei gebaut werden. Der Erstflug mit einem Prototyp erfolgte am 28. September 2009. Das Geschäft sieht unter anderem einen vollständigen Technologietransfer, die Einbeziehung türkischer Zulieferer und den Einbau neuer türkischer Komponenten vor. In dieser Form wird der Hubschrauber, an dem TAI die kompletten Vermarktungsrechte hat, T129 heißen.
Für 2019 plante die türkische Marine, den Hubschrauber auf dem neuen Flugzeugträger Anadolu einzusetzen. So sollen auf der TCG Anadolu dauerhaft vier T-129 stationiert werden.

## Technik

### Aufbau
Der T129 ist ein zweisitziger Hubschrauber. Der Bordschütze sitzt vorn und hinter ihm der Pilot in erhöhter Position. Die Panzerung des Cockpits soll einem Beschuss mit 12,7-mm-Munition standhalten.

### Triebwerke
Die zwei LHTEC-CTS800-4A-Wellentriebwerke mit je 1045 kW bringen den Hubschrauber auf eine Marschgeschwindigkeit von 269 km/h und auf eine Dienstgipfelhöhe von 6096 m. Die Steiggeschwindigkeit liegt bei knapp 13,9 m pro Sekunde. Die Reichweite beträgt 561 km, die Überführungsreichweite 1000 km.

### Radar und Zielerfassung

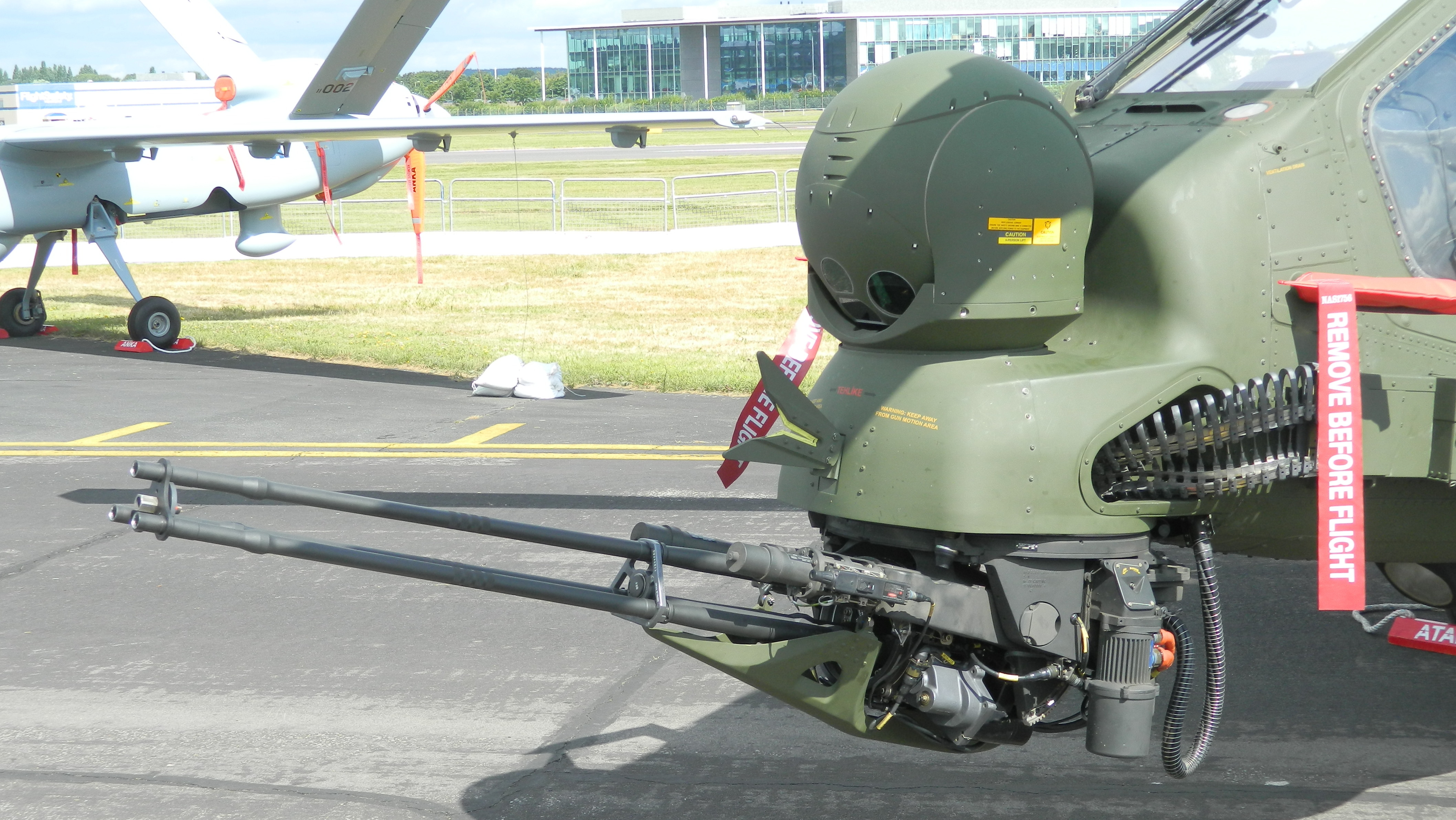
Das thermische Ortungs- und Zielsystem ASELFLIR 300T

Der T129 ist mit einem TADS-FCR (Target Acquisition and Designation System-Fire Control Radar) ausgestattet. Das System kann sowohl Land- als auch Seeziele bis zu einer Entfernung von 30 km wahrnehmen. Zusätzlich verfügt die Radaranlage über SAR- und ISAR-Fähigkeiten. Aselsan entwickelte die Avionik und zusätzlich ein thermisches Ortungs- und Zielsystem (FLIR) unter der Bezeichnung ASELFLIR 300T. In späteren Versionen soll ein leichteres und höher auflösendes ASELFLIR-235 zum Einsatz kommen. Des Weiteren arbeitet Aselsan an der Entwicklung eines Helmvisiers unter der Bezeichnung Avci, dessen Prototyp bereits entwickelt wurde und die entsprechenden Qualifikationstests durchläuft. Zusätzlich kann der T129 nach dem „buddy lasing“-Prinzip feindliche Ziele markieren und sie so mit lasergesteuerten Waffen bekämpfen.

### Bewaffnung

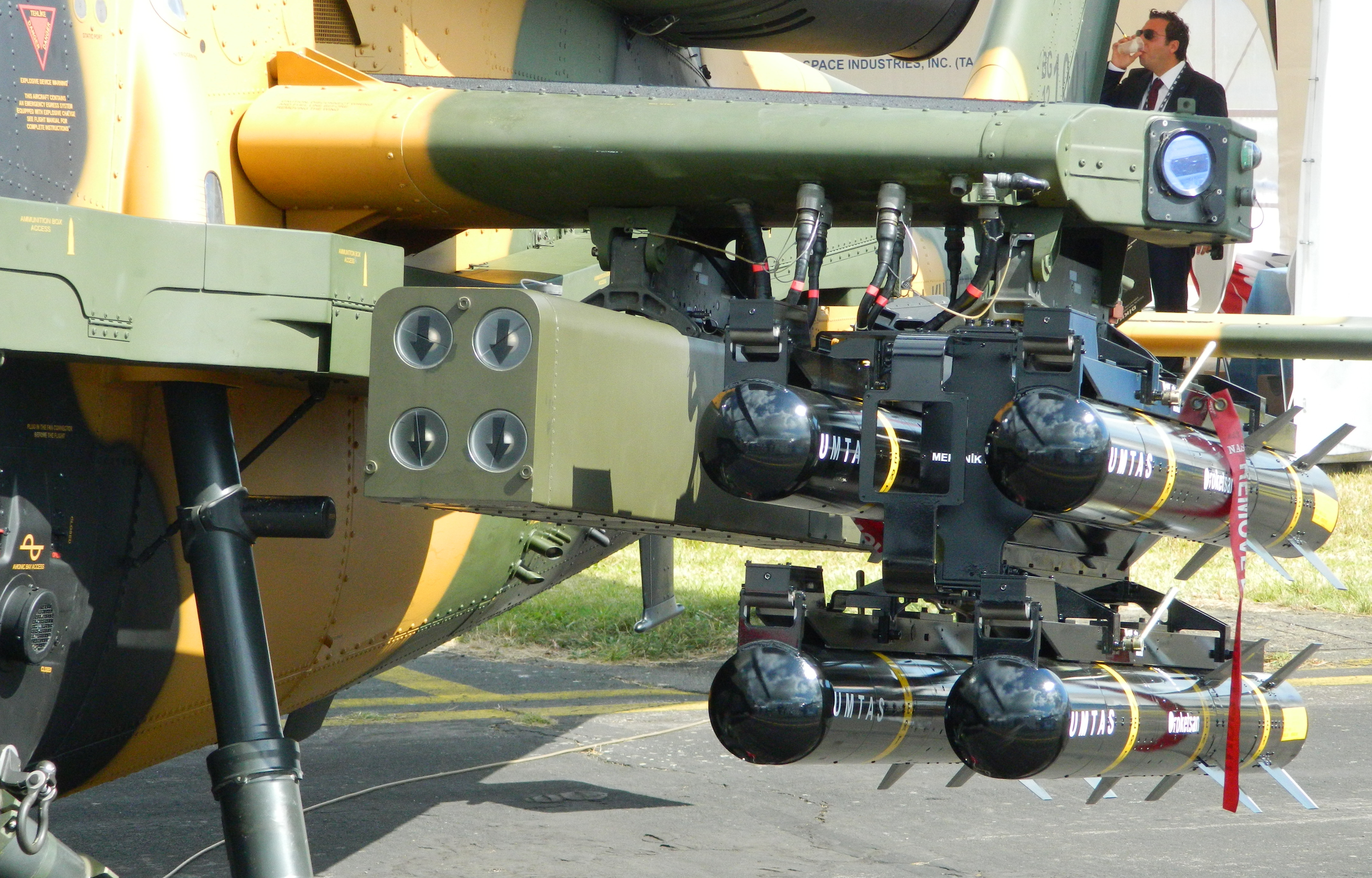
T-129 mit maximaler Bewaffnung

Zur Hauptbewaffnung des T129 zählen die lasergesteuerten Umtas-, Cirit- und Mizrak-O-Panzerabwehrraketen (ATGM) von Roketsan sowie AIM-9 Sidewinder-Luft-Luft-Raketen und Hydra-70-Luft-Boden-Raketen. Optional kann der T129 mit AGM-114-Hellfire- oder Stinger-AA-Raketen bestückt werden. Die Sekundärbewaffnung besteht aus der schwenkbaren dreiläufigen 20-mm-Gatling-Kanone TM-197B in einem Oto-Melara-Drehturm.

### Selbstschutz
Der T129 verfügt über ein Radarwarn- und Störsystem sowie ein Täuschkörpersystem.

## Bestellungen
Aserbaidschan
60 Bestellungen mit einem Gesamtvolumen von ≈ 3 Milliarden US-Dollar.
 Nigeria
Nigerian Air Force: 6 T129, Bestellung 2022, Auslieferung 2023/24
 Pakistan
Landstreitkräfte: 0 T129; Im Jahr 2016 erprobte Pakistan den Typ und bestellte 2018 30 Exemplare. Die Vereinigten Staaten blockierten jedoch den Verkauf.
 Philippinen
Philippine Air Force: 8 T-129B;  Bestellung mit der Option für zwei weitere Exemplare 2022, Auslieferung bis 2024
 Somalia
Streitkräfte Somalias: 3 T-129 (mindestens), Auslieferung 2025
 Türkei
Türkische Landstreitkräfte
Jandarma
Generaldirektion für Sicherheit (Polizei)
90 Bestellungen mit einem Gesamtvolumen von ≈ 3 Milliarden US-Dollar.

## Technische Daten

Dreiseitenansicht T-129

Der T-129 im Vergleich zum AH-1W. Links die Schwebeflughöhe ohne Bodeneffekt, rechts die Einsatzhöhe.

| Kenngröße                        | Daten                                     |
| -------------------------------- | ----------------------------------------- |
| Besatzung                        | 2 in Tandemanordnung (Pilot, Bordschütze) |
| Länge                            | 13,45 m                                   |
| Durchmesser Hauptrotor           | 11,90 m                                   |
| Breite                           | 3,49 m                                    |
| Treibstoffvorrat                 | 762 kg, externer Tank optional            |
| max. Startmasse                  | 5000 kg                                   |
| Triebwerke                       | 2 × LHTEC CTS8004A mit je 1045 kW         |
| Höchstgeschwindigkeit            | 269 km/h                                  |
| Schwebeflughöhe mit Bodeneffekt  | 3993 m                                    |
| Schwebeflughöhe ohne Bodeneffekt | 3048 m                                    |
| Steigrate                        | 13,97 m/s                                 |
| Vertikale Steigrate              | 7,9 m/s                                   |
| Einsatzhöhe                      | 6096 m                                    |
| Reichweite                       | 561 km                                    |
| Einsatzdauer                     | 3 h                                       |

## Galerie

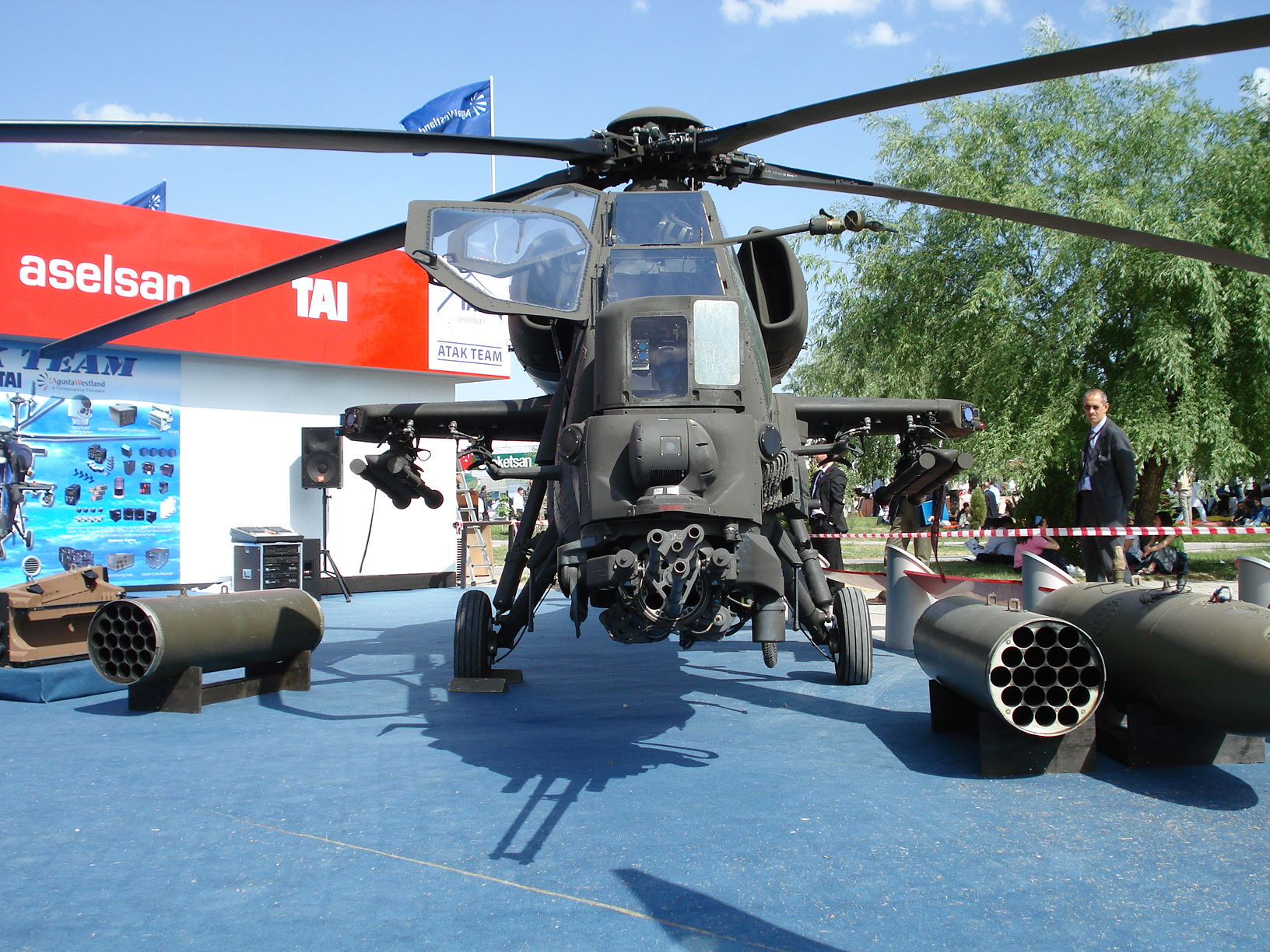
TAI T-129 P1, Prototyp
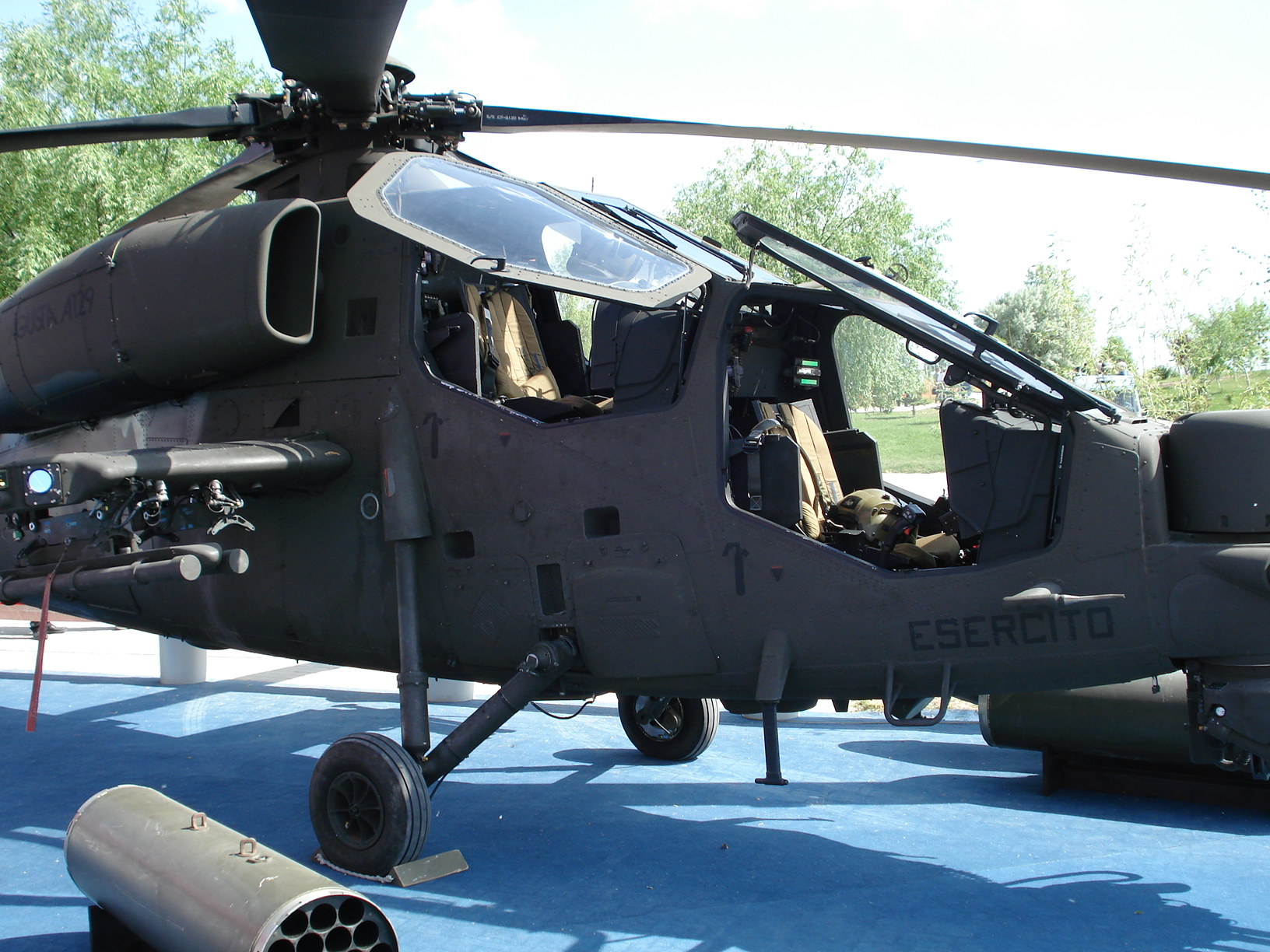
TAI T-129 P1, Prototyp
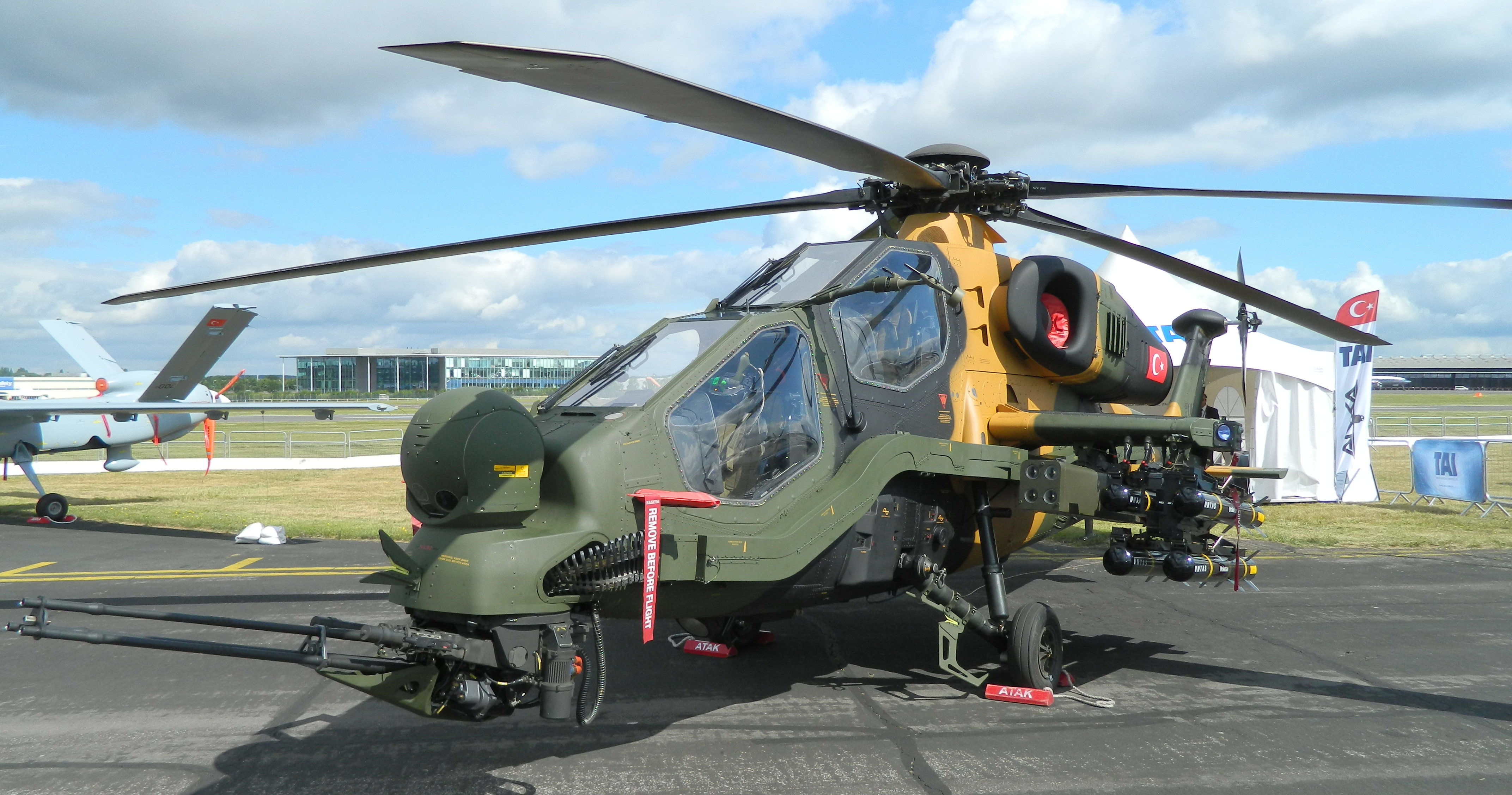
T-129 „1001“ in Farnborough, 2014